# Юссуф, Бенджалуд
Бенджалуд Юссуф (ком. Benjaloud Youssouf; род. 11 февраля 1994, Марсель) — коморский футболист, полузащитник французского клуба «Дюнкерк» и сборной Комор.

## Клубная карьера
Родившийся в Марселе Юссуф в юности занимался футболом в «Нанте». С его командой для игроков до 19 лет коморец дошёл до полуфинала Кубка Гамбарделла. В 2013 году Юссуф перешёл в «Орлеан». 19 января 2015 года коморец дебютировал в Лиге 2, выйдя в основном составе в гостевом матче с «Нанси». Спустя месяц он забил свой первый гол в чемпионате, отметившись в концовке гостевого поединка против «Газелека».
В июне 2017 года он перешёл в «Осер», подписав с клубом Лиги 2 трёхлетний контракт. Летом 2020 года коморец стал футболистом «Ле-Мана», выступавшего тогда в Насьонале.
23 июня 2021 года Юссуф заключил двухлетний контракт с другим клубом Насьоналя «Шатору», а по его истечении перешёл в вернувшийся в Лигу 2 «Дюнкерк».

## Карьера в сборной
7 октября 2015 года Бенджалуд Юссуф дебютировал за сборную Комор, выйдя на поле в основном составе в домашнем матче с командой Лесото, проходившем в рамках отборочного турнира Чемпионата мира 2018. 24 марта 2017 года он забил свой первый гол за национальную команду, открыв счёт в домашнем поединке против Маврикия, состоявшемся в рамках квалификации Кубка африканских наций 2019.
Юссуф был включён в состав сборной Комор на Кубок африканских наций 2021 года. Там он провёл на поле все четыре матча своей команды.